# Glasgow (Virginie-Occidentale)
Pour les articles homonymes, voir Glasgow (homonymie).
Glasgow est une ville américaine située dans le comté de Kanawha en Virginie-Occidentale. En 2010, sa population est de 905 habitants.
Il existe plusieurs versions quant à l'origine du nom de la ville : Glasgow serait la contraction de glass (« verre ») et de co (pour company, « entreprise ») ou devrait son nom à des habitants d'origine écossaise.